# Arauco (Chile)
Arauco – miasto w Chile, w regionie Biobío, w prowincji Arauco.